# Euoplia polyspila
Euoplia polyspila är en skalbaggsart som beskrevs av Hope 1840. Euoplia polyspila ingår i släktet Euoplia och familjen långhorningar. Inga underarter finns listade i Catalogue of Life.